# Возрождённые
«Возрождённые» (англ. Resurrected) — американский фантастический триллер режиссёра Егора Баранова. Его полнометражный англоязычный дебют.
Мировая и российская премьера — 27 апреля 2023 года. В РФ планировался выход под названием «Воскресшие» в марте, позднее название было изменено. По одной из версий, в рамках негласной политики Министерства культуры.

## Сюжет
В антиутопическом будущем Ватикан умеет воскрешать людей. Священник виртуальной церкви Стэнли Мартин, сам переживший смерть и воскрешение своего сына Ника, обнаруживает заговор, стоящий за воскрешениями, и их возможную связь с серией убийств. Спустя несколько лет мир разделён на два лагеря: защитников Ватикана и права человека на «второй шанс» и противников данной практики. Чем глубже копает Стэнли, тем сильнее ставит под угрозу свою жизнь. Причём опасность исходит не только от церковных воротил, не желающих терять финансирование и контроль над христианским миром, но и, неожиданно, от агента ФБР Ортис, оказавшейся членом тайного общества, затеявшего страшную кару для всего человеческого рода.

## В ролях
- Дэйв Дэвис[англ.] — Стэнли Мартин
- Карли Холл — Одри Мартин
- Джулиан Мосер — Ник Мартин
  - Бо Бойд — Ник в детстве
- Тимоти В. Мёрфи[англ.] — отец Флинн
- Кристен Ариза — агент Ортис
- Брэд Гринквист — кардинал Дегаль
- Эзра Баззингтон — отец Хилл
- Майкл Виллар — Фрэнк Коллинз
- Эрика Чейз — херувим № 45274

## Критика
Фильм получил смешанные, хотя в основном отрицательные либо сдержанные отзывы профессиональных экспертов. Оценку 5 из 10 ему дал автор Film.ru Владислав Шуравин, резюмируя: «В результате на экране как бы спорят между собой два разных фильма. Один — мрачный конспирологический триллер для жанровых гиков, орудующий саспенсом и плот-твистами. Другой — десктоп-аттракцион для мейнстримной аудитории, повествующий через нескончаемые звонки и переписки». Юлия Шагельман («Коммерсантъ») отметила неоправданность использования формата скринлайф, а также слабость сюжета. При этом критик RussoRosso Настасья Горбачевская назвала «Возрождённых» «конспирологическим детективом с сай-фай оттенком: несовершенным, но занимательным», усмотрев возможность сиквела и расширения киновселенной.